# تنها حامی
تنها حامی فیلمی سیاه و سفید به کارگردانی مهدی ژورک و نویسندگی سیروس الوند محصول سال ۱۳۵۵ خورشیدی است. این فیلم که محصول «سازمان سینمایی پاناسیت» است، اولین فیلمی است که فریدون (مهدی) ژورک در آن به عنوان بازیگر حضور دارد.

## داستان
ابی جوان سر به هوا و بزن‌بهادری است که کوشش‌های برادرش کریم و مادرش برای به راه آوردن او بی‌نتیجه است. کریم، به توصیه دایی‌اش، ابی را با دختری به نام نسرین آشنا می‌کند که از پسر نابینایش سعید مراقبت می‌کند و در کافهٔ عباس آواز می‌خواند. کریم ابی را از ادامهٔ رابطه با نسرین بر حذر می درد و با دیدن نسرین در می‌یابد که او زنی است که سالها پیش در بندر رها کرده و سعید فرزند خود اوست. آن دو با هم آشتی می‌کنند، و ابی گمان می‌کند که کریم به او نارو زده است. ابی، به توصیهٔ عباس، کریم را به خانهٔ خلوتی می‌کشاند تا از او انتقام بگیرد؛ اما نسرین ماجرای علاقه دیرین خود و کریم را به ابی توضیح می‌دهد. ابی خود را وارد معرکه می‌کند و به ضرب چاقوی عباس از پا در می‌آید.

## بازیگران
اسامی بازیگران* فیلم تنها حامی به شکل و ترتیب نمایش در عنوان‌بندی آغازین فیلم :
1. فریدون [مهدی] ژورک با گویندگی چنگیز جلیلوند
2. مرجان (شهلا صافی ضمير)
3. رضا بیک ایمانوردی با گویندگی ایرج ناظریان
4. [علی] میری
5. [عزت‌اله] مقبلی
6. یدی (یدالله محمدی‌نژاد)
7. هنگامه
8. ذبیح ذبیح‌پور
9. افشین ابریشمی
10. جلال [پیشواییان]
11. ملیحه نصیری (در عنوان بندی نیامده)

* اسامی داخل کروشه و پرانتز در عنوان بندی و یا پوستر درج نشده‌اند، به معنی که این بازیگران در زمان خود به این نامها شهرت داشته‌اند.

## گروه موسیقی
- خواننده: اشکان (علی اشکانی)[۴]
- آهنگساز: بابک بیات
- ترانه‌سرا: ایرج جنتی عطایی

#### ترانه‌های فیلم
ترانه‌ی «اولین و آخرین» اجرا شده در عنوان‌بندی آغازین فیلم تنها حامی.